# IC 895
IC 895 је ознака објекта на координатама са ректансцензијом 13h 32m 17,0s и деклинацијом + 35° 39" 30'. Открио га је Луис Свифт, 1. септембра 1888. Каснијим посматрањима на том положају није уочен никакав астрономски објекат.